# Louisiana
Louisiana [lujzijána] (izgovor /luːˌiːzɪˈænə/ ali /ˌluːzɪˈænə/, francosko Louisiane, izgovor /lwizjan/, v starejši knjižni slovenščini Luizijana ali Lujzijana) je ena južnih zveznih držav ZDA. Glavno mesto je Baton Rouge, največje pa New Orleans (francosko La Nouvelle-Orléans).

## Zgodovina
Pred Louisianskim nakupom leta 1803 je bila država nekaj stoletij last Francije, zato ima francosko kolonialno dediščino. Leta 1812 je bila Louisiana sprejeta v Zvezo kot osemnajsta država.

## Geografija
Louisiana meji na Teksas, Arkansas, Oklahomo in Misisipi. Področje je izpostavljeno orkanom in ima subtropsko podnebje. Reka Misisipi, največja v državi, se izliva v Mehiški zaliv blizu New Orleansa.